# 重瓣萱草
重瓣萱草（学名：Hemerocallis fulva var. kwanso）是萱草科萱草属萱草的变种。分布于中国大陆的北京等地，属中国原产的植物（非从国外引种）。

## 别名
千叶萱草（江苏植物志）